# Спаський Іван Георгійович
Іва́н Георгі́йович Спа́ський (24 лютого (8 березня) 1904, місто Ніжин Чернігівської губернії, нині Чернігівської області — 4 листопада 1990, Ленінград, нині Санкт-Петербург) — український історик, мистецтвознавець і музейник. Провідний фахівець із російської нумізматики. Головний зберігач відділу нумізматики Державного Ермітажу. Засновник радянської (російської, а через своїх учнів також української та білоруської) наукової нумізматичної школи. Син священика Георгія Спаського, молодший брат мистецтвознавця Євгенії Спаської.

## Біографія
Іван Георгійович Спаський народився 24 лютого (8 березня за новим стилем) 1904 року в місті Ніжин Чернігівської губернії в родині священика ніжинського Миколаївського собору протоієрея Георгія (Юрія) Спаського. У 1914 р. вступив до Ніжинської класичної гімназії при Історико-філологічному інституті, в 1921 р. — Ніжинський інститут народної освіти. Після його закінчення в 1925 р. від вченої ради інституту отримав направлення в Ленінградський університет. У 1928 р. закінчив Інститут мовознавства та історії матеріальної культури при ЛДУ, де підготував до захисту дипломну роботу про народні українські монетоподібні прикраси — Дукачі. Однак робота залишилася незахищеною і була опублікована лише на початку 1970-х рр. Після закінчення навчання в ЛДУ повернувся до Ніжина, де взяв участь у створенні Ніжинського окружного музею, ставши першим його директором (формально музей був відкритий за 3 місяці до закінчення І. Г. Спаським університету і він був призначений його керівником ще будучи студентом).
У 1930 р. перейшов на роботу в Харківський історичний музей  старшим науковим співробітником. Брав участь в археологічних експедиціях, а також в археологічній розвідці в зоні будівництва ДніпроГЕСу. В 1932 р. запрошений на роботу до Ленінграду у відділ нумізматики Державного Ермітажу завідувачем секцією медалей та емігрував із України.
У січні 1934 р. І. Г. Спаський був заарештований, звинувачений у приналежності до неіснуючої Російської національної партії, засуджений і засланий на поселення в Казахстан. Підставою для засудження, за словами дочки Івана Спаського Лади Вуич, було в тому числі те, що її батько тоді готував у Харківському історико-художньому музеї експозицію середньовічної української зброї; суд визнав, що насправді це нібито була спроба озброїти місцеве фашистське підпілля (середньовічними козацькими шаблями і палашами (sic!)). У тому ж 1934 році створений, у тому числі зусиллями Спаського, Ніжинський окружний музей був закритий за наказом наркома освіти Української РСР як «націоналістичний», а його експозиція фактично знищена.
І. Г. Спаський був звільнений у 1938 р., але повернутися на колишню роботу, як судимий за політичною статтею, не міг. Деякий час працював театральним художником в Череповці. З перших днів німецько-радянської війни воював рядовим у Карелії, був поранений, нагороджений медалями. У 1946 р. повернувся до Ленінграда, де за підтримки директора Ермітажу І. А. Орбелі знову був прийнятий на роботу до відділу нумізматики, а незабаром зайняв пост його головного хранителя. Займався післявоєнним відновленням і розширенням нумізматичної колекції Ермітажу, активно опрацьовував і вивчав колекцію. У 1947 р. захистив кандидатську дисертацію, а в 1962 рік р. — докторську.
У 1956 р. справа Спаського була переглянута судом, а сам він повністю реабілітований.
У 1964 рік р. до 60-річного ювілею був нагороджений Орденом Трудового Червоного Прапора. У 1974 рік р. на честь 70-річчя І. Г. Спаського була випущена пам'ятна медаль.
І. Г. Спаський опублікував більше сотні наукових робіт, в тому числі такі значні, як історико-нумізматичний нарис «Російська монетна система» (вперше виданий у 1957 році, згодом розширений і доповнений, класичне четверте видання — 1970 рік), «Талери в російською грошовому обігу 1654—1659 років»(1960), «Іноземні і російські ордени до 1917 року»(1963), «Тисячоліття найдавніших монет Росії. Зведений каталог російських монет X—XI століть»(у співавторстві з М. П. Сотниковою, 1983).
Іван Георгійович Спаський помер у Ленінграді 4 листопада 1990 рік р.
Похований на Волковському православному кладовищі Санкт-Петербурга.

## Пам'ять
11-12 березня 2004 р. відбулися наукові читання та виставка (спільна з Санкт-Петербурзьким монетним двором) «Хранитель Ермітажу», присвячені 100-річчю від дня народження російського (радянського) дослідника нумізматики — доктора історичних наук Івана Георгійовича Спаського (1904—1990).
11-12 листопада 2010 р. в Державному Ермітажі відбулися наукові читання, присвячені 20-річчю з дня смерті І. Г. Спаського.
З 2010 р. кожні два роки проводиться міжнародна наукова конференція — Спаські читання (1-3 жовтня 2012 р. — І Спаські читання, м. Ніжин; 26-28 вересня 2013 р. — ІІ Спаські читання, міста Ніжин та Батурин), озаглавлена за іменем відомих вчених і громадських діячів — представників родини Спаських, в тому числі І. Г. Спаського.
У січні 2010 р. ім'я І.Г. Спаського було присвоєно Ніжинському краєзнавчому музею.
2 жовтня 2010 р. у м. Ніжині на будинку, де проживала родина Спаських (вул. Гребінки, 14), було відкрито меморіальну дошку.